# Copa de Austria 2022-23
La Copa de Austria 2022-23 (en alemán: ÖFB-Cup - Österreichischen Fußball-Bundes), conocida como UNIQA ÖFB Cup por razones de patrocinio, es la nonagésimo segunda temporada de la competición de copa anual de Austria.
Red Bull Salzburgo son los campeones defensores.

## Calendario
El calendario de la competición es el siguiente.
| Ronda            | Fecha                                |
| ---------------- | ------------------------------------ |
| Primera Ronda    | 15-19 de julio de 2022               |
| Segunda Ronda    | 30 de agosto-1 de septiembre de 2022 |
| Octavos de final | 18-20 de octubre de 2022             |
| Cuartos de final | 3-5 de febrero de 2023               |
| Semifinales      | 5-6 de abril de 2023                 |
| Final            | 30 de abril de 2023                  |

## Primera Ronda
Se jugarán 32 partidos de primera ronda entre el 15 y 19 de julio de 2022.

| 15 de julio de 2022 | SV Opbacher Fuegen | 0:3 (0:1) | Red Bull Salzburgo                           | Parkstadion Zell am Ziller, Zell am Ziller, Austria    |                                                        |
| 16:30 (CEST)        |                    | Reporte   | - 19' Šeško - 76' Adamu - 83' Van der Brempt | Asistencia: 1500 espectadores Árbitro(s): Arnes Talico | Asistencia: 1500 espectadores Árbitro(s): Arnes Talico |

| 15 de julio de 2022 | SR Donaufeld | 0:4 (0:1) | SKU Amstetten                                           | Sportsplatz Donaufield, Viena, Austria                     |                                                            |
| 17:30 (CEST)        |              | Reporte   | - 14', 84' Mayer - 58' Leimhofer - 68' (a.g.) Schneider | Asistencia: 500 espectadores Árbitro(s): Thomas Fröhlacher | Asistencia: 500 espectadores Árbitro(s): Thomas Fröhlacher |

| 15 de julio de 2022 | SC Admira Dornbirn 1946 | 1:8 (1:4) | SK Austria Klagenfurt                                                                                | Sportsplatz Admira Dornbirn, Dornbirn, Austria            |                                                           |
| 18:00 (CEST)        | - Huber 20'             | Reporte   | - 2' Wernitznig - 18', 22' Cvetko - 25' Mahrer - 53' Pink - 81' Karweina - 84' Arweiler - 86' Rieder | Asistencia: 450 espectadores Árbitro(s): Cristóbal Jaeger | Asistencia: 450 espectadores Árbitro(s): Cristóbal Jaeger |

| 15 de julio de 2022 | SK Treibach | 0:1 (0:0) | SK Rapid Viena      | Turnerwald-Stadion, Althofen, Austria                               |                                                                     |
| 18:30 (CEST)        |             | Reporte   | - 90+4' Burgstaller | Asistencia: 1250 espectadores Árbitro(s): Christian Petru Ciochirca | Asistencia: 1250 espectadores Árbitro(s): Christian Petru Ciochirca |

| 15 de julio de 2022 | Deutschlandsberger SC “Wonisch Installations” | 2:0 (1:0) | USV Scheiblingkirchen/Warth | Koralmstadion, Deutschlandsberg, Austria                  |                                                           |
| 19:00 (CEST)        | - Urdl 8' - Tisaj 64'                         | Reporte   |                             | Asistencia: 350 espectadores Árbitro(s): Thomas Paukowits | Asistencia: 350 espectadores Árbitro(s): Thomas Paukowits |

| 15 de julio de 2022 | Sportunion Vöcklamarkt | 0:5 (0:2) | FC Dornbirn 1913                                     | Sportzentrum Union Volksbank Vöcklamarkt, Vöcklamarkt, Austria |                                                         |
| 19:00 (CEST)        |                        | Reporte   | - 4', 48' (pen.), 73' Renan - 11' Parger - 79' Mandl | Asistencia: 300 espectadores Árbitro(s): Manuel Baumann        | Asistencia: 300 espectadores Árbitro(s): Manuel Baumann |

| 15 de julio de 2022 | SAK Klagenfurt | 0:3 (0:1) | Wiener Sport-Club                  | Sportplatz Welzenegg, Klagenfurt, Austria                |                                                          |
| 19:00 (CEST)        |                | Reporte   | - 6', 64' Vucenovic - 73' Rajkovic | Asistencia: 500 espectadores Árbitro(s): Dominik Grasser | Asistencia: 500 espectadores Árbitro(s): Dominik Grasser |

| 15 de julio de 2022 | ASV Drassburg | 0:3 (0:2) | SV Horn                           | Sportplatz Draßburg, Draßburg, Austria                   |                                                          |
| 19:00 (CEST)        |               | Reporte   | - 17', 36' Pronichev - 88' Yılmaz | Asistencia: 350 espectadores Árbitro(s): Admir Hasanovic | Asistencia: 350 espectadores Árbitro(s): Admir Hasanovic |

| 15 de julio de 2022 | DSV Leoben KAIF Energy | 1:2 (1:2) | TSV Hartberg           | Stadion Donawitz, Leoben, Austria                      |                                                        |
| 19:00 (CEST)        | - Hirschhofer 26'      | Reporte   | - 32' Aydın - 34' Heil | Asistencia: 2400 espectadores Árbitro(s): Jakob Semler | Asistencia: 2400 espectadores Árbitro(s): Jakob Semler |

| 15 de julio de 2022 | SC Neusiedl am See 1919 | 1:3 (0:0) (1:1) (0:2 t. s.) | WSG Tirol                           | Sportzentrum Neusiedl, Neusiedl am See, Austria |                            |
| 19:00 (CEST)        | - Bucur 64'             | Reporte                     | - 72' Behounek - 105+1', 110' Forst | Árbitro(s): Harold Lechner                      | Árbitro(s): Harold Lechner |

| 15 de julio de 2022 | SC-ESV Parndorf 1919      | 2:3 (1:0) | SV Lafnitz                                    | Heidebodenstadion, Parndorf, Austria                     |                                                          |
| 19:30 (CEST)        | - Wendelin 8' - Weber 67' | Reporte   | - 77' Gremsl - 80' Grosse - 90' Lichtenberger | Asistencia: 300 espectadores Árbitro(s): Pascal Günsberg | Asistencia: 300 espectadores Árbitro(s): Pascal Günsberg |

| 15 de julio de 2022 | Union Raiffeisen Gurten                        | 3:2 (1:1) | SU Strasser Steine St. Martin | Park21-Arena Gurten, Gurten, Austria                     |                                                          |
| 19:30 (CEST)        | - Schlosser 34' - Reiter 87' - Wimmleitner 89' | Reporte   | - 35' Wild - 71' Berndorfer   | Asistencia: 400 espectadores Árbitro(s): Benedikt Ljubas | Asistencia: 400 espectadores Árbitro(s): Benedikt Ljubas |

| 16 de julio de 2022 | SC Röfix Röthis | 0:6 (0:4) | SK Sturm Graz                                                            | Sportplatz an der Ratz, Röthis, Austria                 |                                                         |
| 10:30 (CEST)        |                 | Reporte   | - 4', 32' Højlund - 16' Affengruber - 45', 62' Sarkaria - 90' Kronberger | Asistencia: 1487 espectadores Árbitro(s): Andreas Heiss | Asistencia: 1487 espectadores Árbitro(s): Andreas Heiss |

| 16 de julio de 2022 | FC Marchfeld Donauauen    | 2:3 (1:0) | SC Austria Lustenau                | Aulandstadion, Mannsdorf an der Donau, Austria             |                                                            |
| 17:00 (CEST)        | - Ortner 12' - Entrup 60' | Reporte   | - 46', 54' Surdanovic - 65' Schmid | Asistencia: 450 espectadores Árbitro(s): Gerhard Grobelnik | Asistencia: 450 espectadores Árbitro(s): Gerhard Grobelnik |

| 16 de julio de 2022 | FC Stadlau | 0:4 (0:3) | SV Ried                                            | OMV-Sportanlage Stadlau, Viena, Austria                   |                                                           |
| 17:00 (CEST)        |            | Reporte   | - 13' (pen.), 24' Monschein - 17' Ziegl - 55' Nutz | Asistencia: 450 espectadores Árbitro(s): Alexander Harkam | Asistencia: 450 espectadores Árbitro(s): Alexander Harkam |

| 16 de julio de 2022 | FC Wels | 0:7 (0:3) | FK Austria Viena                                                 | HUBER Arena, Wels, Austria                               |                                                          |
| 17:15 (CEST)        |         | Reporte   | - 11', 25' (pen.), 56', 74' Fischer - 12', 51', 55' (pen.) Jukic | Asistencia: 1900 espectadores Árbitro(s): Markus Hameter | Asistencia: 1900 espectadores Árbitro(s): Markus Hameter |

| 16 de julio de 2022 | SV ASKÖ Köttmannsdorf | 1:3 (1:1) | Grazer AK                                   | Sportplatz ASKÖ Köttmannsdorf, Köttmannsdorf, Austria   |                                                         |
| 17:30 (CEST)        | - Kruschitz 27'       | Reporte   | - 44' Schriebl - 59' Rusek - 81' Gabbichler | Asistencia: 1100 espectadores Árbitro(s): Florian Jandl | Asistencia: 1100 espectadores Árbitro(s): Florian Jandl |

| 16 de julio de 2022 | SV Domaines Kilger Frauental | 0:5 (0:3) | USV Stein Reinisch Raiffeisen Allerheiligen      | Sportplatz SV Frauental, Frauental an der Laßnitz, Austria |                                                          |
| 17:30 (CEST)        |                              | Reporte   | - 1', 7' Kager - 44', 52' Pistrich - 47' Fauland | Asistencia: 379 espectadores Árbitro(s): Erwin Komornyik   | Asistencia: 379 espectadores Árbitro(s): Erwin Komornyik |

| 16 de julio de 2022 | SC Bregenz                           | 3:0 (2:0) | SV Seekirchen 1945 | ImmoAgentur Stadion Bregenz, Bregenz, Austria          |                                                        |
| 17:30 (CEST)        | - Gomes 28', 32' - Vukasinovic 90+2' | Reporte   |                    | Asistencia: 450 espectadores Árbitro(s): Olivia Tschon | Asistencia: 450 espectadores Árbitro(s): Olivia Tschon |

| 16 de julio de 2022 | TWL Elektra | 1:3 (1:2) | SC Rheindorf Altach            | Sportplatz Rax, Viena, Austria                        |                                                       |
| 18:00 (CEST)        | - Sipka 40' | Reporte   | - 3', 19' Nuhiu - 74' Amankwah | Asistencia: 402 espectadores Árbitro(s): Josef Spurny | Asistencia: 402 espectadores Árbitro(s): Josef Spurny |

| 16 de julio de 2022 | SC Schwaz | 1:9 (1:3) | LASK | Silberstadt Arena Schwaz, Schwaz, Austria                   |                                                             |
| 18:00 (CEST)        | - Auer 1' | Reporte   | - 18' Nakamura - 24' Stojković - 44', 54', 56' Ljubičić - 65', 77' Goiginger - 79' Jovičić - 90' Schmidt | Asistencia: 600 espectadores Árbitro(s): Sebastian Gishamer | Asistencia: 600 espectadores Árbitro(s): Sebastian Gishamer |

| 16 de julio de 2022 | SV Stripfing/Weiden | 0:1 (0:0) | FCM Flyeralarm Traiskirchen | Sportplatz Stripfing SV, Stripfing, Austria                    |                                                                |
| 18:00 (CEST)        |                     | Reporte   | - 90+1' Oppong              | Asistencia: 300 espectadores Árbitro(s): Christopher Mayrhofer | Asistencia: 300 espectadores Árbitro(s): Christopher Mayrhofer |

| 16 de julio de 2022 | SV Sparkasse Leobendorf | 1:2 (0:0) | SKN St. Pölten             | Sportplatz Leobendorf, Leobendorf, Austria              |                                                         |
| 18:30 (CEST)        | - Bartholomay 90+3'     | Reporte   | - 73' Llanez - 90+5' Silue | Asistencia: 400 espectadores Árbitro(s): Daniel Stauber | Asistencia: 400 espectadores Árbitro(s): Daniel Stauber |

| 16 de julio de 2022 | VfB Hohenems | 1:10 (0:4) | FC Blau-Weiß Linz | Herrenriedstadion, Hohenems, Austria                  |                                                       |
| 19:00 (CEST)        | - Nagler 77' | Reporte    | - 20' Schösswendter - 23' Ronivaldo - 36' (pen.), 46' Brandner - 43' Seidl - 57', 73' Mitrović - 62', 81' Fetahu - 74' Mensah | Asistencia: 350 espectadores Árbitro(s): Jakob Rigger | Asistencia: 350 espectadores Árbitro(s): Jakob Rigger |

| 16 de julio de 2022 | ASV Siegendorf 1930                            | 2:2 (0:1) (1:1) (1:1 t. s.)(4:3 p.) | First Vienna FC                                            | Sportplatz Siegendorf, Siegendorf, Austria              |                                                         |
| 19:30 (CEST)        | - Jani 78' - Pester 120'                       | Reporte                             | - 13' Zatl - 100' Tanzmayr                                 | Asistencia: 700 espectadores Árbitro(s): Emil Ristoskov | Asistencia: 700 espectadores Árbitro(s): Emil Ristoskov |
|                     |                                                | Tiros desde el punto penal          |                                                            |                                                         |                                                         |
|                     | - Secco - Martinov - Aliloski - Nemec - Tompte |                                     | - B. Luxbacher - Bacher - D. Luxbacher - Bumbić - Abazović |                                                         |                                                         |

| 17 de julio de 2022 | Sportvereinigung ATP Metallbau Purgstall | 2:4 (0:2) | FC Admira Wacker                                             | Fliederstadion, Purgstall an der Erlauf, Austria         |                                                          |
| 16:00 (CEST)        | - R. Pitzl 52' - D. Pitzl 65'            | Reporte   | - 15' (a.g.) Scharner - 26' Ristanic - 59', 90+1' Stevanovic | Asistencia: 850 espectadores Árbitro(s): Safak Barmaksiz | Asistencia: 850 espectadores Árbitro(s): Safak Barmaksiz |

| 17 de julio de 2022 | SV Raika Kuchl | 1:4 (1:2) | Wolfsberger AC                                                | Sportplatz Kuchl, Kuchl, Austria                        |                                                         |
| 17:00 (CEST)        | - Lürzer 33'   | Reporte   | - 11' Kerschbaumer - 15', 48' (pen.) Baribo - 66' Veratschnig | Asistencia: 700 espectadores Árbitro(s): Walter Altmann | Asistencia: 700 espectadores Árbitro(s): Walter Altmann |

| 17 de julio de 2022 | SC Sparkasse Imst 1933 | 2:0 (1:0) | TSV St. Johann im Pongau | Velly Arena Imst, Imst, Austria                          |                                                          |
| 17:00 (CEST)        | - Prantl 45+1' (90+4)  | Reporte   |                          | Asistencia: 720 espectadores Árbitro(s): Zlatko Jurcevic | Asistencia: 720 espectadores Árbitro(s): Zlatko Jurcevic |

| 17 de julio de 2022 | SV Telfs                          | 2:4 (0:0) | SV Austria Salzburg                     | Sportplatz Telfs, Telfs, Austria                          |                                                           |
| 17:00 (CEST)        | - Pellegrini 76' - Perstaller 80' | Reporte   | - 54', 57', 71' Hödl - 67' Schwaighofer | Asistencia: 0 espectadores Árbitro(s): Zeljko Kojadinovic | Asistencia: 0 espectadores Árbitro(s): Zeljko Kojadinovic |

| 17 de julio de 2022 | WSC HOGO Hertha | 1:0 (1:0) | SK Vorwärts Steyr | Mauth Stadion, Wels, Austria                           |                                                        |
| 18:00 (CEST)        | - Stadlmann 15' | Reporte   |                   | Asistencia: 700 espectadores Árbitro(s): Philip Gadler | Asistencia: 700 espectadores Árbitro(s): Philip Gadler |

| 19 de julio de 2022 | TuS Bad Gleichenberg | 0:2 (0:1) | Floridsdorfer AC             | Bad Gleichenberg Arena, Bad Gleichenberg, Austria     |                                                       |
| 18:30 (CEST)        |                      | Reporte   | - 25' Krasniqi - 80' Adewumi | Asistencia: 500 espectadores Árbitro(s): Samuel Sampl | Asistencia: 500 espectadores Árbitro(s): Samuel Sampl |

| 19 de julio de 2022 | SV Dellach/Gail | 1:2 (0:0) | Kapfenberger SV                    | Sportplatz SV Dellach/Gail, Dellach, Austria               |                                                            |
| 19:30 (CEST)        | - Umfahrer 86'  | Reporte   | - 69' Heindl - 90+7' (pen.) Puschl | Asistencia: 500 espectadores Árbitro(s): Markus Greinecker | Asistencia: 500 espectadores Árbitro(s): Markus Greinecker |

## Segunda Ronda
Se jugarán dieciséis partidos de segunda ronda entre el 30 de agosto y el 1 de septiembre de 2022.
| 30 de agosto de 2022 | FC Admira Wacker                        | 3:0 (3:0) | SC Rheindorf Altach | BSFZ-Arena, Maria Enzersdorf, Austria                  |                                                        |
| 18:00 (CEST)         | - Rasner 17' - Badji 22' - Ristanic 41' | Reporte   |                     | Asistencia: 1150 espectadores Árbitro(s): Josef Spurny | Asistencia: 1150 espectadores Árbitro(s): Josef Spurny |

| 30 de agosto de 2022 | Kapfenberger SV | 1:2 (1:0) (1:1) (0:1 t. s.) | Floridsdorfer AC                 | Franz-Fekete-Stadion, Kapfenberg, Austria                  |                                                            |
| 18:30 (CEST)         | - Grosse 7'     | Reporte                     | - 57' Miljanić - 104' Bertaccini | Asistencia: 500 espectadores Árbitro(s): Thomas Fröhlacher | Asistencia: 500 espectadores Árbitro(s): Thomas Fröhlacher |

| 30 de agosto de 2022 | SV Lafnitz    | 1:2 (0:0) | Grazer AK                | Sportplatz Lafnitz, Lafnitz, Austria                                |                                                                     |
| 19:00 (CEST)         | - Prohart 89' | Reporte   | - 48' Koller - 76' Peham | Asistencia: 1140 espectadores Árbitro(s): Christian-Petru Ciochirca | Asistencia: 1140 espectadores Árbitro(s): Christian-Petru Ciochirca |

| 30 de agosto de 2022 | Wiener Sport-Club    | 2:0 (2:0) | SC Austria Lustenau | Sportklub Stadium, Viena, Austria                      |                                                        |
| 19:00 (CEST)         | - Andrejevic 9', 10' | Reporte   |                     | Asistencia: 1852 espectadores Árbitro(s): Jakob Semler | Asistencia: 1852 espectadores Árbitro(s): Jakob Semler |

| 30 de agosto de 2022 | SV Horn                                | 3:1 (2:0) | SKN St. Pölten | Sparkasse Horn Arena, Horn, Austria                     |                                                         |
| 19:30 (CEST)         | - Tomka 31' - Mulahalilović 37', 90+4' | Reporte   | - 51' Llanez   | Asistencia: 970 espectadores Árbitro(s): Markus Hameter | Asistencia: 970 espectadores Árbitro(s): Markus Hameter |

| 30 de agosto de 2022 | Union Raiffeisen Gurten | 0:3 (0:1) | Red Bull Salzburgo                             | Keine Sorgen Arena, Ried im Innkreis, Austria          |                                                        |
| 20:30 (CEST)         |                         | Reporte   | - 45+1' (a.g.) Schütz - 64' Kameri - 83' Adamu | Asistencia: 3900 espectadores Árbitro(s): Oliver Fluch | Asistencia: 3900 espectadores Árbitro(s): Oliver Fluch |

| 31 de agosto de 2022 | SC Sparkasse Imst 1933 | 1:4 (0:0) (1:1) (0:3 t. s.) | LASK                                               | Velly Arena Imst, Imst, Austria                          |                                                          |
| 18:00 (CEST)         | - Hamzic 72'           | Reporte                     | - 85', 104' Nakamura - 94' Flecker - 118' Ljubičić | Asistencia: 2500 espectadores Árbitro(s): Emil Ristoskov | Asistencia: 2500 espectadores Árbitro(s): Emil Ristoskov |

| 31 de agosto de 2022 | SK Sturm Graz                                      | 3:1 (2:0) | SV Austria Salzburg | Stadion Graz-Liebenau, Graz, Austria                     |                                                          |
| 18:00 (CEST)         | - Sarkaria 11', 79' (pen.) - Hausberger 29' (a.g.) | Reporte   | - 72' Sorda         | Asistencia: 7118 espectadores Árbitro(s): Harald Lechner | Asistencia: 7118 espectadores Árbitro(s): Harald Lechner |

| 31 de agosto de 2022 | Deutschlandsberger SC “Wonisch Installations” | 1:5 (0:2) | Wolfsberger AC                                                              | Koralmstadion, Deutschlandsberg, Austria                   |                                                            |
| 18:30 (CEST)         | - Fuchs 84'                                   | Reporte   | - 7' (pen.) Baribo - 12' (pen.), 51' Vizinger - 77' Ballo - 86' Veratschnig | Asistencia: 750 espectadores Árbitro(s): Gerhard Grobelnik | Asistencia: 750 espectadores Árbitro(s): Gerhard Grobelnik |

| 31 de agosto de 2022 | FC Dornbirn 1913                                  | 3:2 (2:1) | TSV Hartberg                      | Stadion Birkenwiese, Dornbirn, Austria                  |                                                         |
| 19:00 (CEST)         | - Nepomuceno 32' - Stefanon 42' - Ibrisimovic 87' | Reporte   | - 45+2' Almog - 90+2' Steinwender | Asistencia: 850 espectadores Árbitro(s): Walter Altmann | Asistencia: 850 espectadores Árbitro(s): Walter Altmann |

| 31 de agosto de 2022 | SKU Amstetten | 0:3 (0:2) | FC Blau-Weiß Linz                     | Union-Platz, Amstetten, Austria                             |                                                             |
| 19:00 (CEST)         |               | Reporte   | - 2' Mayulu - 43' Seidl - 54' Maranda | Asistencia: 1130 espectadores Árbitro(s): Christopher Jäger | Asistencia: 1130 espectadores Árbitro(s): Christopher Jäger |

| 31 de agosto de 2022 | SC Bregenz | 0:5 (0:3) | SK Austria Klagenfurt                                                      | ImmoAgentur Stadion, Bregenz, Austria                |                                                      |
| 19:00 (CEST)         |            | Reporte   | - 2' Cvetko - 30' Rieder - 32' Irving - 58' Karweina - 90' (pen.) Arweiler | Asistencia: 500 espectadores Árbitro(s): Arnes Talic | Asistencia: 500 espectadores Árbitro(s): Arnes Talic |

| 31 de agosto de 2022 | FCM Flyeralarm Traiskirchen | 0:5 (0:3) | WSG Tirol                                               | Sportsplatz Traiskirchen, Traiskirchen, Austria       |                                                       |
| 19:00 (CEST)         |                             | Reporte   | - 20', 33' Rinaldi - 44' Schulz - 66' Forst - 79' Tomic | Asistencia: 500 espectadores Árbitro(s): Stefan Ebner | Asistencia: 500 espectadores Árbitro(s): Stefan Ebner |

| 31 de agosto de 2022 | WSC HOGO Hertha       | 2:4 (2:1) | SV Ried                                                        | HOGO Arena, Wels, Austria                                       |                                                                 |
| 19:30 (CEST)         | - Ried 26' - Luna 41' | Reporte   | - 43' Wießmeier - 55' Monschein - 77' Weberbauer - 90+3' Mikić | Asistencia: 1000 espectadores Árbitro(s): Manuel Schüttengruber | Asistencia: 1000 espectadores Árbitro(s): Manuel Schüttengruber |

| 31 de agosto de 2022 | ASV Siegendorf 1930 | 0:5 (0:4) | FK Austria Viena                                        | Hohe Warte Stadium, Viena, Austria                         |                                                            |
| 20:30 (CEST)         |                     | Reporte   | - 6', 28' Gruber - 30' Tabaković - 39' Fitz - 78' Jukic | Asistencia: 2107 espectadores Árbitro(s): Alexander Harkam | Asistencia: 2107 espectadores Árbitro(s): Alexander Harkam |

| 1 de septiembre de 2022 | USV Stein Reinisch Raiffeisen Allerheiligen | 0:2 (0:0) | SK Rapid Viena            | Sportplatz Allerheiligen, Allerheiligen bei Wildon, Austria |                                                      |
| 17:30 (CEST)            |                                             | Reporte   | - 66' Druijf - 79' Wimmer | Asistencia: 1250 espectadores Árbitro(s): Alan Kijas        | Asistencia: 1250 espectadores Árbitro(s): Alan Kijas |

## Octavos de final
Se jugaron ocho partidos de octavos entre el 18 y 20 de octubre de 2022.
| 18 de octubre de 2022 | WSG Tirol             | 1:4 (1:1) | SK Rapid Wien                                                                        | Gernot Langes Stadion, Wattens, Austria                      |                                                              |
| 18:00 (CEST)          | - Thomas Sabitzer 37' | Reporte   | - 6' Marco Grüll - 75' Roman Kerschbaum - 76' Ferdy Druijf - 84' Bernhard Zimmermann | Asistencia: 5000 espectadores Árbitro(s): Sebastian Gishamer | Asistencia: 5000 espectadores Árbitro(s): Sebastian Gishamer |

| 18 de octubre de 2022 | FC Dornbirn 1913 | 1:2 (1:1) | SK Austria Klagenfurt                         | Stadion Birkenwiese, Dornbirn, Austria                   |                                                          |
| 19:00 (CEST)          | - Renan 39'      | Reporte   | - 18' Nicolas Wimmer - 82' Christopher Cvetko | Asistencia: 1000 espectadores Árbitro(s): Walter Altmann | Asistencia: 1000 espectadores Árbitro(s): Walter Altmann |

| 18 de octubre de 2022 | SV Horn                              | 2:3 (2:0) | SV Ried                                                      | Sparkasse Horn Arena, Horn, Austria                         |                                                             |
| 19:30 (CEST)          | - Okan Yılmaz 16' - Patrik Mijić 18' | Reporte   | - 53' Seifedin Chabbi - 68' Stefan Nutz - 90+1' Oliver Kragl | Asistencia: 1350 espectadores Árbitro(s): Christopher Jäger | Asistencia: 1350 espectadores Árbitro(s): Christopher Jäger |

| 18 de octubre de 2022 | Floridsdorfer AC        | 1:2 (1:1) | LASK                                     | FAC-Platz, Viena, Austria                                |                                                          |
| 20:15 (CEST)          | - Marcel Monsberger 40' | Reporte   | - 23' Rene Renner - 89' Thomas Goiginger | Asistencia: 2074 espectadores Árbitro(s): Markus Hameter | Asistencia: 2074 espectadores Árbitro(s): Markus Hameter |

| 19 de octubre de 2022 | FC Blau-Weiß Linz | 1:3 (0:1) | Wolfsberger AC                                                | Hofmann Personal Stadion, Linz, Austria                    |                                                            |
| 18:00 (CEST)          | - Ronivaldo 84'   | Reporte   | - 34' Raphael Schifferl - 47' Tai Baribo - 48' Maurice Malone | Asistencia: 900 espectadores Árbitro(s): Julian Weinberger | Asistencia: 900 espectadores Árbitro(s): Julian Weinberger |

| 19 de octubre de 2022 | Grazer AK | 0:1 (0:0) | Sturm Graz         | Merkur Arena, Graz, Austria                                 |                                                             |
| 18:00 (CEST)          |           | Reporte   | - 69' Albian Ajeti | Asistencia: 15400 espectadores Árbitro(s): Alexander Harkam | Asistencia: 15400 espectadores Árbitro(s): Alexander Harkam |

| 19 de octubre de 2022 | Admira Wacker Mödling     | 1:6 (0:4) | Red Bull Salzburg | Motion invest Arena, Mattersburg, Austria                           |                                                                     |
| 20:30 (CEST)          | - Stephan Zwierschitz 50' | Reporte   | - 2' Maximilian Wöber - 25' Strahinja Pavlović - 32' Benjamin Šeško - 41' Chukwubuike Adamu - 65' Amar Dedić - 75' Roko Šimić | Asistencia: 1650 espectadores Árbitro(s): Christian-Petru Ciochirca | Asistencia: 1650 espectadores Árbitro(s): Christian-Petru Ciochirca |

| 20 de noviembre de 2022 | Wiener Sport-Club                                              | 3:1 (1:1) | Austria Wien     | Wiener Sport Club Platz, Viena, Austria                  |                                                          |
| 20:30 (CEST)            | Mario Vucenovic 22' · David Rajkovic 61' · Miroslav Beljan 87' | Reporte   | 26' Dominik Fitz | Asistencia: 6000 espectadores Árbitro(s): Harald Lechner | Asistencia: 6000 espectadores Árbitro(s): Harald Lechner |

## Cuartos de final
Se jugaron 4 partidos entre el 3 y el 5 de febrero de 2023.
| 03 de febrero de 2023 | Wolfsberg        | 1:3 (1:1) (0:0) (0:2 t. s.) | Rapid Wien                                                  | Lavanttal-Arena, Wolfsberg, Austria                    |                                                        |
| 11:00 (CEST)          | - Tai Baribo 64' | Reporte                     | - 83' Michael Sollbauer - 106' Ante Bajic - 108' Ante Bajic | Asistencia: 5000 espectadores Árbitro(s): Stefan Ebner | Asistencia: 5000 espectadores Árbitro(s): Stefan Ebner |

| 03 de febrero de 2023 | Red Bull Salzburg                                      | 1:1 (1:1) (0:1) (0:0 t. s.)(4:5 p.) | Sturm Graz                                                  | Red Bull Arena, Salzburg, Austria                           |                                                             |
| 13:45 (CEST)          | - Amar Dedic 76'                                       | Reporte                             | - 37' Jusuf Gazibegovic                                     | Asistencia: 5000 espectadores Árbitro(s): Julian Weinberger | Asistencia: 5000 espectadores Árbitro(s): Julian Weinberger |
|                       |                                                        | Tiros desde el punto penal          |                                                             |                                                             |                                                             |
|                       | - Okafor - Adamu - Šeško - Kjærgaard - Solet - Capaldo |                                     | - Sarkaria - Ljubic - Schnegg - Teixeira - Dante - Wüthrich |                                                             |                                                             |

| 04 de febrero de 2023 | Wiener Sport-Club | 0:2 (0:0) | Ried                                  | Sportclub-Platz, Viena, Austria                          |                                                          |
| 11:00 (CEST)          |                   | Reporte   | - 51' Chiristoph Lang - 79' Leo Mikic | Asistencia: 5000 espectadores Árbitro(s): Walter Altmann | Asistencia: 5000 espectadores Árbitro(s): Walter Altmann |

| 05 de febrero de 2023 | LASK              | 1:0 (0:0) | Austria Klagenfurt | Voestalpine Stadion, Pasching, Austria                              |                                                                     |
| 11:00 (CEST)          | - Robert Zulj 50' | Reporte   |                    | Asistencia: 5000 espectadores Árbitro(s): Christian-Petru Ciochirca | Asistencia: 5000 espectadores Árbitro(s): Christian-Petru Ciochirca |

## Semifinales
| 05 de abril de 2023 | Rapid Viena                    | 2:1 (1:0) | Ried                 | Allianz Stadion, Viena, Austria                            |                                                            |
| 12:30 (CEST)        | - Guido Burgstaller 45+2', 83' | Reporte   | - 90+3' Marcel Ziegl | Asistencia: 5000 espectadores Árbitro(s): Alexander Harkam | Asistencia: 5000 espectadores Árbitro(s): Alexander Harkam |

| 06 de abril de 2023 | Sturm Graz        | 1:0 (0:0) | LASK | Merkur Arena, Graz, Austria                              |                                                          |
| 13:00 (CEST)        | - Tomi Horvat 68' | Reporte   |      | Asistencia: 5000 espectadores Árbitro(s): Walter Altmann | Asistencia: 5000 espectadores Árbitro(s): Walter Altmann |

## Final
| 30 de abril de 2023 | Rapid Viena                                 | 0:2 (0:0) | Sturm Graz | 28 Black Arena, Klagenfurt, Austria                          |                                                              |
| 12:30 (CEST)        | - Manprit Sarkaria 65' - Emanuel Emegha 84' | Reporte   |            | Asistencia: 5000 espectadores Árbitro(s): Christopher Jaeger | Asistencia: 5000 espectadores Árbitro(s): Christopher Jaeger |

## Goleadores
| Pos. | Jugador          | Club             | Goles |
| ---- | ---------------- | ---------------- | ----- |
| 1    | Manprit Sarkaria | SK Sturm Graz    | 6     |
| 2    | Tai Baribo       | Wolfsberger AC   | 5     |
| 2    | Renan            | FC Dornbirn 1913 | 5     |